# George Arundale
George Sidney Arundale (Surrey, 1º dicembre 1878 – Adyar, 12 agosto 1945) è stato un teosofo e massone inglese, vescovo della Chiesa Cattolica Liberale e presidente della Società Teosofica.

## Biografia
Dopo aver perso la madre in giovane età, George fu adottato dalla zia Francesca Arundale, già membra della Società Teosofica, venendo presto in contatto con gli insegnamenti della dottrina teosofica e della massoneria. Ricevette dapprima lezioni private dal teosofo Charles Webster Leadbeater, per poi frequentare una scuola in Germania dove si era trasferito con la zia. Tornato in Inghilterra, si diplomò al St. John's College di Cambridge.

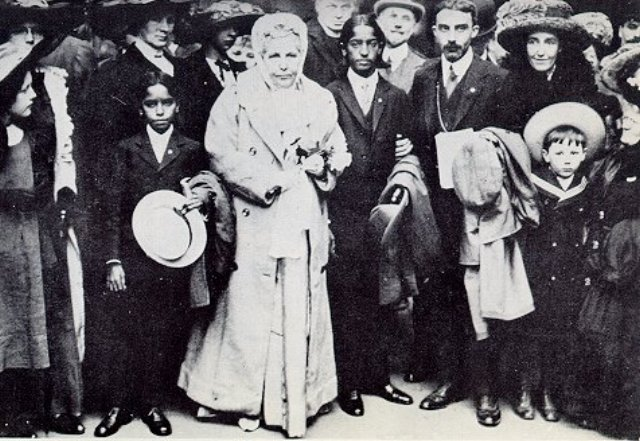
George Arundale (sulla destra) alla Charing Cross Station di Londra nel 1911, insieme ad Annie Besant, il giovane Jiddu Krishnamurti e suo fratello minore Nityananda

Entrato nel frattempo nella Società Teosofica, nel 1902 si trasferì a Varanasi, in India, dove divenne insegnante di storia al Central Hindu College, salendo poi a capo della stessa scuola. Fu anche assistente di Herbert Whyte nelle attività in seno all'Ordine Internazionale della Tavola Rotonda rivolte ai giovani e ai bambini. 
In quell'anno fu iniziato in massoneria nell'Ordine Internazionale Le Droit Humain, raggiunse il  33º ed ultimo grado del Rito scozzese antico ed accettato e nel 1935 diventò Sovrano gran commendatore del Supremo Consiglio.
Essendo un convinto sostenitore dell'imminente venuta del Signore Maitreya, la cui attesa messianica in ambito teosofico spingeva a guardare al piccolo Krishnamurti come suo prossimo profeta, Arundale fu scelto come uno dei precettori privati del ragazzo.
Per promuovere ulteriormente la causa messianica, alla fine del 1910 Arundale formò una società segreta, l'Ordine del Sol Levante, ribattezzato in seguito Ordine della Stella d'Oriente, le cui reclute erano per la maggior parte studenti e personale del Central Hindu College. Quando l'esistenza e le attività della società furono rese pubbliche, a causa della contrarietà da parte degli amministratori della scuola, nel 1913 Arundale e gli altri membri dell'organizzazione si dimisero dalle loro funzioni e lasciarono la scuola.
Nel 1917 cooperò all'istituzione della National University of India a Chennai insieme alla presidentessa della Società Teosofica Annie Besant, di cui era diventato uno dei più stretti collaboratori, e al poeta Rabindranath Tagore.
Nel giugno dello stesso anno Arundale scontò con Annie Besant e Bahman Pestonji Wada un breve periodo di reclusione per coinvolgimenti nel movimento d'indipendenza indiano.
Nel 1920 sposò la danzatrice Rukmini Devi, sorella di Nilakanta Sri Ram.
Il matrimonio fece scalpore essendo stato contratto dalla figlia di un bramino, cioè da un'indiana di casta elevata, con uno straniero di cultura e razza occidentali.

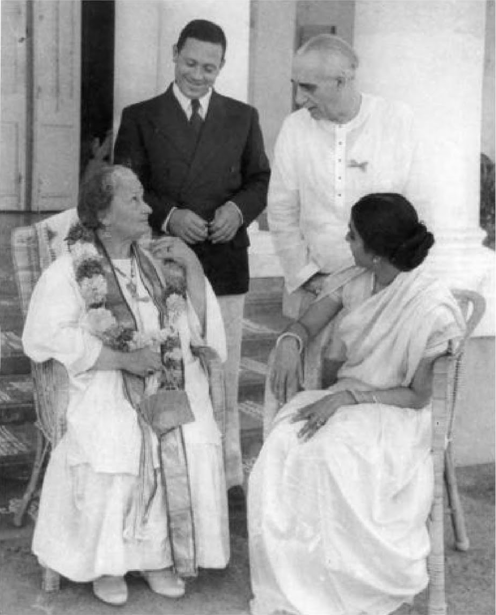
Maria Montessori con suo figlio Mario sulla sinistra, insieme a George Arundale e sua moglie Rukmini sulla destra, in India nel 1939

Nel 1926 Arundale divenne vescovo della Chiesa Cattolica Liberale indiana, e fino al 1928 sarà Segretario Generale della sezione teosofica in Australia. Qui ebbe modo di conoscere la ballerina russa Anna Pavlovna Pavlova in un suo tour, restando affscinato dalla sua arte. 
A partire dal 1934, dopo la morte della Besant, Arundale diventò presidente della Società Teosofica Internazionale stabilendosi nella sua sede ufficiale indiana di Adyar. Nello stesso anno fondò nelle vicinanze la Besant Memorial School, aprendovi una scuola primaria e successivamente una secondaria. Nel 1936 lui e la moglie Rukmini, ispirati dall'incontro con Pavlona, diedero vita all'accademia di danza classica indiana, denominata Kalakshetra, basata su un metodo artistico e spirituale, con cui rinnovarono le basi del Bharatanatyam.
Nel 1939 Arundale invitò la pedagogista Maria Montessori, di cui era ammiratore, a far parte del campus della Besant School. L'educatrice italiana accettò di lavorare come insegnante nella scuola, influenzandola e apportandovi il suo metodo.
George Arundale lavorò inoltre nella Federazione Mondiale dei Giovani Teosofi, impegnandosi nei suoi numerosi viaggi a diffondere i principi della teosofia nel mondo.

## Opere principali

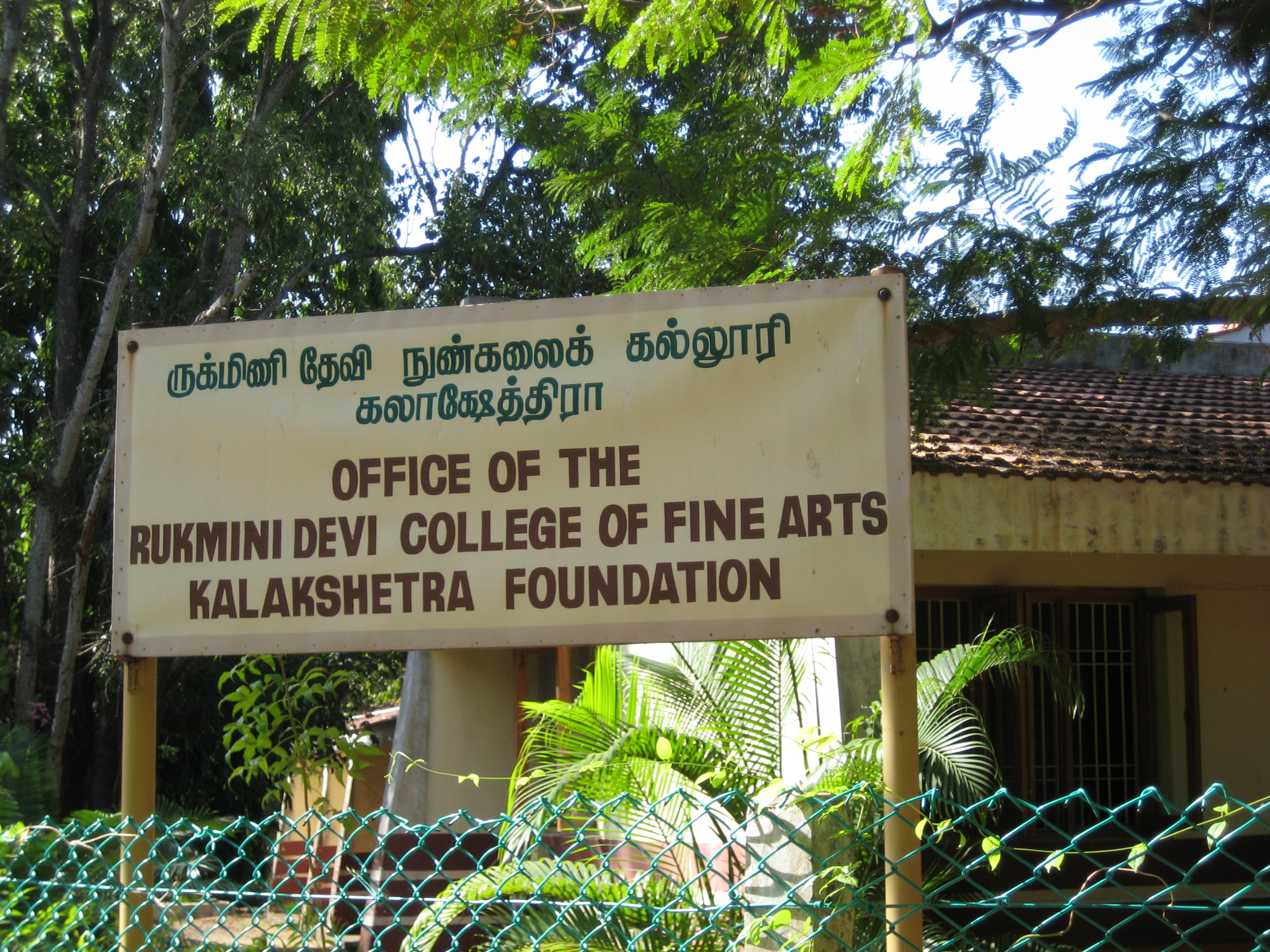
L'istituto dell'accademia Kalakshetra a Besant Nagar, a Chennai

- The Growth of National Consciousness in the Light of Theosophy (1911)
- Thoughts on "At the Feet of the Master" (1919)
- The Bedrock of Education (1924)
- Thoughts of the Great (1924)
- Nirvāna: a study in synthetic consciousness (1926)
- Mount Everest (1933)
- You (1935)
- Freedom and Friendship (1935)
- Gods in the Becoming (1936)
- Understanding is Happiness (1937)
- Kundalini: an Occult Experience (1937)
- Understanding Godlike, poema (1937)
- From Man to Superman: a Practice in Symbolic Yoga (1938)
- The Lotus Fire: a Study in Symbolic Yoga (1939)
- The Night Bell (1941)
- Adventures in Theosophy (1941)

### Traduzioni
- Voi, trad. it. di Sila Conti Varesi e Antonietta Battisti, Milano, Alaya, 1936
- Voi. I problemi della vita alla luce della teosofia, a cura di E. Bratina, Edizioni Teosofiche Italiane, 1975
- Kundalini. Un'esperienza occulta, a cura di P. Calvi, A. Girardi, E. Sempi, Edizioni Teosofiche Italiane, 2008